# Det store løb
Det store Løb er en dansk film fra 1952. Nok engang en typisk filmatisering af en typisk Morten Korch-roman.
- Instruktion Alice O'Fredericks.

## Medvirkende
Blandt de medvirkende kan nævnes:
- Poul Reichhardt
- Grethe Holmer
- Ib Schønberg
- Johannes Meyer
- Katy Valentin
- Lisbeth Movin
- Per Buckhøj
- Valdemar Skjerning
- William Rosenberg
- Helga Frier
- Peter Malberg
- Agnes Rehni
- Else Jarlbak

## Eksterne links
- Det store løb på Internet Movie Database (engelsk)
- Det store løb på Filmdatabasen
- Det store løb på danskefilm.dk
- Det store løb på danskfilmogtv.dk
- Det store løb på The Movie Database (engelsk)